# Костёл Воздвижения Святого Креста (Островец)
Костёл Воздвижения Святого Креста расположен в городе Островец Республики Беларусь. Эта церковь является значимой архитектурной и культурной достопримечательностью региона, отражающей богатую историю католичества в Беларуси и играющей важную роль в жизни местной католической общины.
Строительство храма началось в конце 19 века, в период, когда католическая церковь активно развивалась на территории Беларуси. Завершение строительства произошло в 1900 году, и с тех пор храм стал важнейшим местом для богослужений и общественной жизни. Изначально храм был построен для удовлетворения духовных потребностей растущей католической общины Островца, состоявшей в основном из местных крестьян и горожан.
Храм Воздвижения отличается изысканной неоготической архитектурой. Основной фасад выполнен из красного кирпича и украшен декоративными элементами, включая сложные башенки и остроконечные арки. Одной из особенностей храма являются его высокие витражи, изображающие сцены из жизни святых, которые придают внутреннему пространству светоносный и мистический вид.
Внутри храма находятся несколько уникальных алтарей, каждый из которых посвящен различным аспектам католической веры. Центральный алтарь увенчан изображением Воздвижения Креста, что отражает название храма. При этом, росписи на стенах и потолке, выполненные местными художниками, рассказывают истории святых и библейские сюжеты, создавая атмосферу глубокой духовности.
Несмотря на вызовы, с которыми сталкивалась церковь в разные исторические эпохи, храм Воздвижения сохранил свое значение и актуальность. В последнее время проводятся работы по реставрации и поддержанию здания в хорошем состоянии. Местная община активно участвует в мероприятиях по сохранению культурного наследия, что показывает их приверженность католической вере и уважение к своей истории.
Католический храм Воздвижения в Островце является важной частью духовной и культурной идентичности региона. Его архитектурная привлекательность и значимость для общины делают его не только религиозным, но и культурным центром. Храм продолжает оставаться местом, где верующие могут находить вдохновение и поддержку, сохраняя церковные традиции и укрепляя связи в обществе.